# Gyagyás gyilkosság
A Gyagyás gyilkosság (eredeti cím: Murder Mystery) 2019-es amerikai bűnügyi vígjáték, melyet Kyle Newacheck rendezett és James Vanderbilt írt. A főszereplők Adam Sandler, Jennifer Aniston és Luke Evans.
A film 2019. június 14-én jelent meg a Netflixen.

## Cselekmény
Nick Spitz egy New York-i rendőr, felesége, Audrey pedig fodrász. Audrey szeretne elmenni Európába, ahogy Nick megígérte az esküvőjükkor, de erre még nem került sor. A 15. házassági évfordulójuk napján ezt szóvá is teszi, mire Nick azt hazudja, hogy már le is szervezte az utat. Ezt kisebb nehézségek árán meg is oldja. A repülőn Audrey találkozik a milliárdos Charles Cavendish-sel, aki meghívja mindkettejüket a családja jachtjára, ahol azt készülnek megünnepelni, hogy Charles idős nagybátyja elveszi feleségül az ő volt menyasszonyát. Miután látja, hogy az előre leszervezett buszos kirándulásuk borzasztónak ígérkezik, Nick is belemegy.
A hajón Nick és Audrey találkoznak Cavendish exmenyasszonyával, Suzival, az unokatestvérével, Tobey-val, Grace Ballard színésznővel, Ulenga ezredessel és a testőrével, Szergejjel, Vikram maharadzsával, Juan Carlos Rivera autóversenyzővel, és végül a házigazdával, Malcolm Quince-szel. Quince bejelenti, hogy a jelenlévő rokonait annyira megveti (mert csak a pénz érdekli őket), hogy leendő feleségét, Suzit teszi meg egyedüli örökösének. Mielőtt aláírhatná a végrendeletét, valaki lekapcsolja a villanyt, és amikor visszajön az áram, Quince-t valaki leszúrta a saját tőrével.
Nick, aki hazudott arról, hogy nyomozó lenne (valójában csak egyszerű járőr) lezárja a helyet, a vendégek pedig visszatérnek a szobáikba. Nem sokkal később megtalálják Tobey-t, Malcolm egyetlen fiát, aki látszólag öngyilkos lett. Miután a hajó kiköt Monte Carlóban, Laurent Delacroix nyomozó kihallgatja a vendégeket, és úgy véli, az amerikaiak lehettek a tettesek.
A Formula–1-es monacói nagydíj közben Nick és Audrey is kikérdezik a vendégeket. Aznap este Szergej a szobájukba hívja őket, ahol elmondja, hogy Quince korábban elvette feleségül az ezredes menyasszonyát is, míg az kómában volt – csakhogy az asszony és a gyerekük is meghalt szülés közben. Kopognak az ajtón, amin keresztül valaki több lövéssel végez Szergejjel. Nick és Audrey kimásznak az ablakon és a párkányon keresztül próbálnak menekülni. Eközben meglátják, hogy az ezredes épp fogselymezik, ami kizárja, hogy ő lenne a gyilkos. Mindeközben Delacroix a sajtón keresztül közli a világgal, hogy mint feltételezett elkövetők ellen, körözést adtak ki.
Nick követi Suzit egy könyvtárba, ahol találkozik Audrey-val – mint kiderül, Cavendish is itt van. Arra jutnak, hogy az egykori jegyespár még most is szereti egymást, és ők követték el a gyilkosságot. Egy váratlanul rájuk törő bérgyilkos elől kell menekülniük, majd belebotlanak Riverába, aztán pedig Suziba. Mielőtt azonban rábizonyíthatnának bármit, egy furcsa maszkos alak végez Suzival. Ez alatt pedig valaki megmérgezte Cavendish-t, aki szintén meghalt.
A pár elhívja Delacroix-t és a maradék vendégeket: az ezredest, Grace-t, Vikramot és Riverát, de mindannyiuknak van alibije. Nick és Audrey kikövetkeztetik, hogy Grace lehetett a gyilkos, és Tobey segített neki ebben, akit aztán megölt. Grace felfedi, hogy ő Quince gyereke, aki igazából nem is halt meg, így a vagyon őt illeti. Azt azonban tagadja, hogy ő lenne a gyilkos, míg Audrey rá nem bizonyítja. Letartóztatják, és csak ezután nem sokkal esik le nekik, hogy Grace-nek is volt alibije, így aztán volt egy második gyilkos is. Ez pedig nem más, mint Rivera, akinek az volt az indítéka, hogy egy Quince által előidézett balesetben vesztette el mindkét lábát az apja. Rivera túszul ejti Delacroix-t. Audrey és Nick sportkocsival veszik őt üldözőbe. Leszorítják az útról és megmentik a nyomozót, de Rivera le akarja lőni Nicket. Mielőtt ezt megtehetné, elgázolja az a turistabusz, amivel Nickéknek eredetileg jönniük kellett volna.
Delacroix megköszöni a segítségüket, és ígéretet tesz arra, hogy segít abban, hogy Nicket előléptessék nyomozóvá. A film végén látható, hogy Nick és Audrey köszönetképp még folytathatják az európai vakációjukat, méghozzá az Orient expressz fedélzetén.

## Szereplők
| Szerep                                                          | Színész               | Magyar hang         |
| --------------------------------------------------------------- | --------------------- | ------------------- |
| Nick Spitz, New York-i rendőrtiszt, Audrey férje                | Adam Sandler          | Csőre Gábor         |
| Audrey Spitz, Nick bűnügyi regényekért rajongó fodrász felesége | Jennifer Aniston      | Kökényessy Ági      |
| Charles Cavendish, arisztokrata                                 | Luke Evans            | Posta Victor        |
| Grace Ballard, színésznő                                        | Gemma Arterton        | Nádasi Veronika     |
| Malcolm Quince, idős milliárdos                                 | Terence Stamp         | Fodor Tamás         |
| Tobias Quince                                                   | David Walliams        | Rába Roland         |
| Juan Carlos Rivera                                              | Luis Gerardo Méndez   | Horváth Illés       |
| Laurent Delacroix, francia felügyelő                            | Dany Boon             | Kőszegi Ákos        |
| Suzi Nakamura                                                   | Shiori Kutsuna        | Szabó Zselyke       |
| Vikram Govindan, maharadzsa                                     | Adeel Akhtar          | Seder Gábor         |
| Ulenga ezredes                                                  | John Kani             | Faragó András       |
| Szergej Ragyenko, testőr                                        | Ólafur Darri Ólafsson | Schneider Zoltán    |
| Jimmy                                                           | Erik Griffin          | Bognár Tamás        |
| Holly                                                           | Sufe Bradshaw         | Zakariás Éva        |
| Lorraine                                                        | Molly McNearney       | Ruttkay Laura       |
| Stewardess                                                      | Jackie Sandler        | Majsai-Nyilas Tünde |